# 赫苏斯·卡瓦略
赫苏斯·卡瓦略（西班牙語：Jesús Carballo，1976年11月26日—），西班牙男子竞技体操运动员。他曾在世界竞技体操锦标赛单杠比赛中获得2枚金牌和1枚银牌。他也参加了1996年和2004年夏季奥运会。